# Stop for a Minute
Stop for a Minute is een single van de Engelse band Keane met de Somalische rapper en zanger K'naan. Het nummer werd op 29 maart 2010 als eerste single uitgebracht van Keanes eerste ep Night Train die op 7 mei 2010 uitkwam. In week 14 van 2010 werd het nummer Megahit op 3FM. Op 24 april 2010 kwam het nummer binnen in de Nederlandse Top 40 op de 21ste plaats. Een maand later kwam de single op nummer 31 binnen in de Vlaamse Ultratop 50.

## Tracklist
1. Stop for a Minute (Album Version) - 4:06
2. Stop for a Minute (Radio Edit) - 3:39

## Hitnoteringen

### Nederlandse Top 40
| Hitnotering: 24-04-2010 tot en met 10-07-2010 | Hitnotering: 24-04-2010 tot en met 10-07-2010 | Hitnotering: 24-04-2010 tot en met 10-07-2010 | Hitnotering: 24-04-2010 tot en met 10-07-2010 | Hitnotering: 24-04-2010 tot en met 10-07-2010 | Hitnotering: 24-04-2010 tot en met 10-07-2010 | Hitnotering: 24-04-2010 tot en met 10-07-2010 | Hitnotering: 24-04-2010 tot en met 10-07-2010 | Hitnotering: 24-04-2010 tot en met 10-07-2010 | Hitnotering: 24-04-2010 tot en met 10-07-2010 | Hitnotering: 24-04-2010 tot en met 10-07-2010 | Hitnotering: 24-04-2010 tot en met 10-07-2010 | Hitnotering: 24-04-2010 tot en met 10-07-2010 | Hitnotering: 24-04-2010 tot en met 10-07-2010 |
| Week                                          | 1                                             | 2                                             | 3                                             | 4                                             | 5                                             | 6                                             | 7                                             | 8                                             | 9                                             | 10                                            | 11                                            | 12                                            |                                               |
| --------------------------------------------- | --------------------------------------------- | --------------------------------------------- | --------------------------------------------- | --------------------------------------------- | --------------------------------------------- | --------------------------------------------- | --------------------------------------------- | --------------------------------------------- | --------------------------------------------- | --------------------------------------------- | --------------------------------------------- | --------------------------------------------- | --------------------------------------------- |
| Nummer                                        | 21                                            | 14                                            | 16                                            | 14                                            | 16                                            | 16                                            | 14                                            | 14                                            | 18                                            | 20                                            | 20                                            | 38                                            | uit                                           |

### NederlandseSingle Top 100
| Hitnotering: 24-04-2010 tot en met 26-06-2010 | Hitnotering: 24-04-2010 tot en met 26-06-2010 | Hitnotering: 24-04-2010 tot en met 26-06-2010 | Hitnotering: 24-04-2010 tot en met 26-06-2010 | Hitnotering: 24-04-2010 tot en met 26-06-2010 | Hitnotering: 24-04-2010 tot en met 26-06-2010 | Hitnotering: 24-04-2010 tot en met 26-06-2010 | Hitnotering: 24-04-2010 tot en met 26-06-2010 | Hitnotering: 24-04-2010 tot en met 26-06-2010 | Hitnotering: 24-04-2010 tot en met 26-06-2010 | Hitnotering: 24-04-2010 tot en met 26-06-2010 | Hitnotering: 24-04-2010 tot en met 26-06-2010 |
| Week                                          | 1                                             | 2                                             | 3                                             | 4                                             | 5                                             | 6                                             | 7                                             | 8                                             | 9                                             | 10                                            |                                               |
| --------------------------------------------- | --------------------------------------------- | --------------------------------------------- | --------------------------------------------- | --------------------------------------------- | --------------------------------------------- | --------------------------------------------- | --------------------------------------------- | --------------------------------------------- | --------------------------------------------- | --------------------------------------------- | --------------------------------------------- |
| Nummer                                        | 35                                            | 37                                            | 50                                            | 39                                            | 44                                            | 59                                            | 72                                            | 78                                            | 75                                            | 79                                            | uit                                           |

### VlaamseUltratop 50
| Hitnotering: 22-05-2010 tot en met 26-06-2010 | Hitnotering: 22-05-2010 tot en met 26-06-2010 | Hitnotering: 22-05-2010 tot en met 26-06-2010 | Hitnotering: 22-05-2010 tot en met 26-06-2010 | Hitnotering: 22-05-2010 tot en met 26-06-2010 | Hitnotering: 22-05-2010 tot en met 26-06-2010 | Hitnotering: 22-05-2010 tot en met 26-06-2010 | Hitnotering: 22-05-2010 tot en met 26-06-2010 |
| Week                                          | 1                                             | 2                                             | 3                                             | 4                                             | 5                                             | 6                                             |                                               |
| --------------------------------------------- | --------------------------------------------- | --------------------------------------------- | --------------------------------------------- | --------------------------------------------- | --------------------------------------------- | --------------------------------------------- | --------------------------------------------- |
| Nummer                                        | 31                                            | 40                                            | 32                                            | 31                                            | 40                                            | 44                                            | uit                                           |